# رائوسو، هوکایدو
رائوسو، هوکایدو (به لاتین: Rausu, Hokkaido) یک منطقهٔ مسکونی در ژاپن است که در Nemuro Subprefecture واقع شده‌است. رائوسو ۵٬۳۹۵ نفر جمعیت دارد.